# John Hare (wicehrabia)
John Hugh Hare, 1. wicehrabia Blakenham OBE (ur. 22 stycznia 1911, zm. 7 marca 1982) – brytyjski arystokrata i polityk, członek Partii Konserwatywnej, minister w rządach Anthony’ego Edena, Harolda Macmillana i Aleca Douglasa-Home’a.

## Życiorys
Był młodszym synem Richarda Hare’a, 4. hrabiego Listowel, i Fredy Vanden-Bempde-Johnstone. Był młodszym bratem 5. hrabiego Listowel. Wykształcenie odebrał w Eton College.
31 stycznia 1934 r. poślubił Beryl Nancy Pearson (1908–1994), córkę Weetmana Pearsona, 2. wicehrabiego Cowdray, i Agnes Spencer-Churchill, córki lorda Edwarda Spencera-Churchilla. John i Beryl mieli razem syna i dwie córki:
- Mary Anne Hare (ur. 1936)
- Michael John Hare (ur. 1938), 2. wicehrabia Blakenham
- Joanna Freda Hare (ur. 1942), żona Stephena Breyera, sędziego amerykańskiego Sądu Najwyższego

Hare był aldermanem rady hrabstwa Londyn w latach 1937–1952. Podczas II wojny światowej walczył na froncie włoskim w szeregach Suffolk Yeomanry. Został odznaczony Legią Honorową.
W 1945 r. został wybrany do Izby Gmin jako reprezentant okręgu Woodbridge. Od 1950 r. reprezentował okręg wyborczy Sudbury and Woodbridge. W latach 1952–1955 był wiceprzewodniczącym Partii Konserwatywnej, a w latach 1963–1965 jej przewodniczącym.
Kiedy premierem został w 1955 r. Anthony Eden, Hare objął stanowisko ministra stanu w departamencie ds. kolonii. W latach 1956–1958 był ministrem wojny. W 1958 r. objął tekę ministra rolnictwa, rybołówstwa i żywności, a w 1960 r. ministra pracy. W 1963 r. otrzymał tytuł 1. wicehrabiego Blakenham i zasiadł w Izbie Lordów. W tym samym roku został Kanclerzem Księstwa Lancaster i pozostał na tym stanowisku do wyborczej porażki konserwatystów w 1964 r.
Lord Blakenham otrzymał w 1974 r. Victoria Medal of Honour od Royal Humane Society. W 1943 r. został odznaczony Orderu Imperium Brytyjskiego, a od 1945 r. był oficerem tego orderu.